# 가쓰마타 세이이치
가쓰마타 세이이치(勝間田 清一, 1908년 2월 11일~1989년 12월 14일)는 14선 중의원 의원을 역임한 일본의 정치인이다.

## 생애
시즈오카현 고텐바시에서 태어났다. 원래 가쓰마타 가문은 도토미국 하이바라군의 국인이었다. 하지만 1476년에 이마가와 요시타다에 반기를 들었다가 패배하여 일족이 뿔뿔이 흩어졌고 후손들은 농사를 지으며 생계를 이어갔다. 세이이치의 가문도 양잠업 등에 종사하던 농가였다. 고텐바 실업학교를 나온 뒤 우쓰노미야 고등농림학교에 진학했는데 이때 마르크스주의를 접하고 사회주의적 사상을 가지게 되었다. 이후 교토제국대학 농학부에 입학했다.
1931년 제국대학을 졸업한 뒤 재단법인 협조회에 취직하고 곧이어 정부 기관인 내각조사국에서 일하게 되었다. 이때 와다 히로오를 처음 알게 되었다. 내각조사국이 기획원으로 확대 개편되자 기획원 조사관이 되었고 1941년 대정익찬회 조직부 규슈반장에 취임했지만 기획원 사건에 연루돼 검거됐다.
제2차 세계 대전이 끝난 뒤인 1947년 총선에 입후보했다. 일본사회당 공천을 받아 출마했는데 당선됐고 이후 가타야마 내각에서 경제안정본부 총무장관 와다의 비서관이 되었다. 와다가 1949년 사회당에 입당하자 와다의 파벌에 들어갔으며 사회당이 분열되었을 때도 와다를 따라 사회당 좌파에 남았다.
이후 와다파의 중진으로 활약했으며 1955년 사회당이 통일되자 국회대책위원장이 되었고 1958년 와다가 정책심의회장에서 물러나자 후임 회장이 되었다. 1967년 와다가 정계를 은퇴한 뒤에는 와다의 파벌을 물려받았다. 그 해에 사회당 위원장 사사키 고조가 사임했는데 에다 사부로가 위원장이 되는 걸 막기 위해 사사키파가 가쓰마타를 지지했고 이를 바탕으로 위원장이 되었다.
위원장이 된 가쓰마타는 시민들과 직접 대화하는 총대화 운동을 전개했다. 다음 해인 1968년에 진행된 제8회 일본 참의원 의원 통상선거에서 사회당의 개선 의석 수가 30석에도 못 미치는 28석에 그치자 책임을 지고 위원장 자리에서 내려왔다.
가쓰마타는 사회당 내에서도 이름난 이론가였고 사회주의이론위원회 사무국장으로 재직하면서 「일본에서 사회주의로의 길」을 만드는 데 진력을 다했다. 이후 프롤레타리아 독재를 긍정하는 등 교조주의적 발언이 잦아졌다. 1978년에는 사회주의이론센터 초대 소장이 되었는데 「일본에서 사회주의로의 길」의 재검토에 착수하는 등 당의 방침에 따라 자신의 이론을 몇 번씩 바꾸곤 했다.
1983년 중의원 부의장이 되었고 3년 뒤 총선에 불출마한 채 그대로 정계를 은퇴했다. 1986년 사회당 위원장 출신으론 처음으로 훈1등 욱일대수장을 수장했다. 이후 3년 뒤인 1989년 12월 14일 향년 81세로 사망했다.

## 소련의 스파이
미국으로 망명한 소련 국가보안위원회(KGB) 소령 스타니슬라프 레브첸코가 1982년 미국 의회에 출석해 KGB가 관리하는 일본의 소련 스파이 조직망에 관해 증언했는데 그 중에 가쓰마타의 이름도 있었다. 레브첸코에 의하면 가쓰마타는 GAVR라는 암호명을 부여받은 KGB의 공작원이었다고 한다. 소련의 붕괴 이후 영국에 망명한 KGB 간부 바실리 미트로킨이 빼돌린 극비 문서에도 가쓰마타는 KGB의 스파이였다고 기술되어 있었다.

## 역대 선거 기록
|  | 11.49% |

|  | 9.32% |

|  | 18.5% |

|  | 18.37% |

|  | 15.78% |

|  | 14.39% |

|  | 19.11% |

|  | 18.05% |

|  | 14.34% |

|  | 12.99% |

|  | 13.65% |

|  | 9.38% |

|  | 14.61% |

|  | 16.22% |

|  | 19.46% |